# 武井たつ子
武井 たつ子（たけい たつこ、1935年 - ）は、日本の工学者。専門は電気工学。工学博士（信州大学）。工学部初の女性教授。日本女性科学者の会会員。

## 経歴
- 1957年　信州大学文理学部自然科学科 卒業
- 1963年　信州大学工学部 助手
- 1979年　工学博士（信州大学）、フロリダ大学 留学
- 1994年　信州大学工学部 助教授
- 1998年　同 教授
- 2000年　退官

## 学術賞
- 1994年 電気科学技術奨励賞（オーム技術賞：非水溶液からの金属めっき及び燃料電池用高触媒能酸素還元電極の開発）
- 1999年 IBA-ITE研究賞（国際電池材料学会－国際技術交流協会研究賞：環境科学に貢献）
- 1999年 日本工学教育協会賞（工学・工学教育の振興と普及に寄与した貢献）女性第一号